# Soviet suprême de l'Union soviétique
Ne doit pas être confondu avec Soviet suprême de Russie.
 (novembre 2015).
Si vous disposez d'ouvrages ou d'articles de référence ou si vous connaissez des sites web de qualité traitant du thème abordé ici, merci de compléter l'article en donnant les références utiles à sa vérifiabilité et en les liant à la section « Notes et références ».
Comité central de l'Union soviétique (en)
Congrès des Soviets de l'Union soviétique (en)
Grand palais du Kremlin, Moscou
Le Soviet suprême de l'Union soviétique (en russe : Верховный Совет, Verkhovnyï Soviet, littéralement Conseil Suprême) constituait la plus haute institution législative en Union soviétique. Il fut institué par la constitution de 1936 et celle de 1977 ; il était une assemblée bicamérale, élue au suffrage universel direct, mais uniquement pour des candidats proposés par le Parti communiste.
Jusqu'en 1989, il était élu au suffrage direct. En 1989, il est intégré dans le Congrès des députés du peuple d'Union soviétique. Après une dernière réforme en octobre 1991, les membres des deux chambres (Soviet de l'Union et Soviet des républiques) sont désignés par les délégations des républiques soviétiques.

## Histoire
Son prototype était le Congrès des Soviets institué par Lénine après le coup d'État du 7 novembre 1917, devant lequel le Conseil des Commissaires du Peuple (sovnarkom en acronyme) était théoriquement responsable. Son organe exécutif était le Comité exécutif central panrusse (Всероссийский Центральный Исполнительный Комитет ou ВЦИК, ou en caractères latins, VCIK), dont le nom complet fut, à un certain moment, Comité exécutif central des députés des travailleurs, des paysans, de l’Armée rouge et des cosaques panrusses (Всероссийский Центральный Исполнительный Комитет Советов рабочих, крестьянских, красноармейских и казачьих депутатов).
Jusqu'en 1989, il était élu au suffrage direct. En 1989, il est élu au suffrage indirect par le Congrès des députés du peuple d'Union soviétique. Après une dernière réforme en octobre 1991, les membres des deux chambres (Soviet de l'Union et Soviet des républiques) sont désignés par les délégations des républiques soviétiques.
Le Soviet suprême a officiellement dissous l’URSS ainsi que lui-même le 26 décembre 1991.

## Composition
Le Soviet suprême était constitué de deux chambres, chacune ayant des pouvoirs législatifs égaux, avec, jusqu'en 1989, des membres élus pour des mandats de cinq ans :
- le Soviet de l'Union, élu sur la base de la population avec un député pour 300 000 habitants de la fédération ;
- le Soviet des nationalités, représentant les différentes ethnies de la fédération, avec des membres élus sur la base de 25 députés pour chaque république, 11 pour chaque république autonome, 5 pour chaque région autonome, et 1 pour chaque  arrondissement national.

Le bicamérisme était en réalité fictif puisque les deux chambres ne siégeaient jamais séparément, même si elles élisaient chacune leur président. En 1989, il y avait 750 membres dans chaque chambre.

## Rôle
Le Soviet suprême se réunissait régulièrement deux fois par an, pour des sessions très courtes de quelques jours, mais il pouvait se tenir en session extraordinaire. Le Præsidium gérait les opérations quotidiennes du Soviet suprême en dehors des sessions et faisait fonction d'organe exécutif dans un système qui ignorait le principe de séparation des pouvoirs. Ce dernier était composé des 15 vice-présidents qui représentaient les 15 républiques soviétiques, d'un premier vice-président, à partir de 1977, d'un secrétaire et de 21 membres. Le président du Præsidium du Soviet suprême avait formellement le statut de chef d'État de l'URSS.
En pratique, jusqu'à la Perestroïka et les élections de 1989, le Soviet suprême fonctionnait comme une chambre d'enregistrement de la législation provenant d'organes plus puissants, comme le Politburo dont tous les membres étaient députés. Il élisait le Præsidium du Soviet suprême, formait la Cour suprême de l'URSS et nommait le Procureur général de l'URSS. 

## Soviets suprêmes à l'intérieur de l'Union
Chaque république de l’Union avait aussi son propre Soviet suprême, une institution monocamérale fonctionnant selon des règles similaires. C’était également le cas pour les républiques autonomes.
Après la dissolution de l’URSS, les Soviets suprêmes des républiques de l’Union soviétique devinrent des législatures de pays indépendants. En Russie, le Soviet suprême et le Congrès des députés du peuple de Russie restèrent les organes législatifs russes jusqu’à leur dissolution lors de la crise constitutionnelle russe de 1993. 